# Chmouel Azimov
Chmouel Azimov (hébreu : שמואל אזימוב), né en 1945 à Paris et mort le 4 novembre 2018 à Jérusalem, est un rabbin français et directeur du mouvement Habad Loubavitch de France. Il est considéré comme une figure majeure du judaïsme en France, ayant contribué à faire du mouvement Habad l’une des communautés juives loubavitch les plus dynamiques d’Europe.

## Biographie

### Jeunesse et formation
Chmouel Azimov naît en 1945 à Paris, dans une famille juive d’origine géorgienne. Il étudie à la Yeshiva Tomchei Temimim (en) de Brunoy, fondée en 1947 par le Rav Nissan Nemanov (en) , centre important du judaïsme ‘hassidique en Europe.

### Rencontre avec le Rabbi de Loubavitch
Dans les années 1960, il part à New York pour étudier à la Yeshiva centrale de Habad à Brooklyn et rencontre le Rabbi Menachem Mendel Schneerson, qui devient son maître spirituel et le guide tout au long de sa vie.

### Mission en France
En 1968, le Rabbi l’envoie comme émissaire (chalia’h) à Paris, avec pour mission de développer le mouvement Habad en France, renforcer la pratique religieuse et créer des institutions éducatives et communautaires.

### Développement du judaïsme Habad en France
Sous sa direction, le mouvement Habad connaît une croissance spectaculaire en France. De nombreuses villes voient l’ouverture de Beth Habad, tandis que des écoles juives, des yeshivot et des jardins d’enfants sont créés pour renforcer l’éducation et la vie communautaire. Parallèlement, des événements publics majeurs, tels que les allumages de Hanoucca à Paris et dans tout le pays, contribuent à faire connaître le mouvement et à rassembler les communautés. 
Grâce à son action, le mouvement Habad en France devient l’un des plus importants d’Europe, avec une influence éducative et communautaire considérable,.

### Impact et reconnaissance
Rav Azimov est reconnu comme l’une des figures centrales du judaïsme français contemporain. Par son action, il a rapproché des milliers de familles juives de la pratique religieuse et contribué à structurer un judaïsme orthodoxe à la fois dynamique et visible dans l’espace public. Il a également formé et inspiré de nombreux jeunes, qui sont devenus à leur tour émissaires Habad, en France comme à l’étranger, assurant ainsi la continuité et le rayonnement du mouvement.

### Décès et héritage
Il s’éteint le 4 novembre 2018 à Jérusalem, à l’âge de 73 ans. Ses funérailles rassemblent des milliers de personnes, en Israël et en France.  
Son fils, Rav Mendel Azimov, reprend la direction du mouvement en France.  
Aujourd’hui, son œuvre se poursuit à travers un réseau dense de plus de 500 institutions Habad, touchant des milliers de familles et consolidant durablement la présence du judaïsme orthodoxe en France.